# Luigi Dalla Costa
Luigi Dalla Costa (Mirano, 9 dicembre 1957) è un imprenditore e dirigente sportivo italiano.

## Biografia
Abbandonati gli studi, svolse numerosi lavori tra cui operaio addetto all'altoforno dell'Italsider di Marghera, muratore, agente di commercio ed agente immobiliare.
Con la creazione di Laguna Group S.r.l. si occupò della distribuzione all'ingrosso di cosmetici e prodotti per l'igiene personale e, in seguito, anche della loro vendita al dettaglio con la catena di negozi Profumerie Laguna.
Nel 1997 rilevò la società calcistica Mestre, militante all'epoca in serie C2.
Dopo aver ceduto Profumerie Laguna alla Louis Vuitton, rilevò poco dopo la distribuzione del marchio Fiorucci Abbigliamento in Europa.
Il 13 marzo 2000 comprò per 18 miliardi di lire il sessanta per cento delle azioni del Genoa da Gianni Scerni e il 23 novembre dello stesso anno ne diventò presidente, anche se acquisì le azioni rimanenti solo il 6 luglio 2001.
Nei primi due anni di presidenza, decise di inserire nelle maglie il suo soprannome "Nube che corre" perché non aveva trovato alcuno sponsor.
Nonostante le ricche campagne acquisti, il Genoa non riuscì mai a lottare per la promozione in massima serie. In grave crisi di liquidità, nella stagione 2002-2003 il club aveva rischiato di non iscriversi al torneo, riuscendoci grazie a un prestito di tre miliardi di lire ottenuti dalla Banca Antonveneta (che pretese come garanzia il pacchetto azionario del Genoa) e alla sponsorizzazione di Costa Crociere.
Il 27 giugno 2003 il Tribunale Fallimentare di Treviso ha dichiarato fallita Laguna Group S.r.l. ponendo fine all'attività imprenditoriale di Luigi Dalla Costa.